# Stefan Wul
Stefan Wul este pseudonimul scriitorului francez de literatură științifico-fantastic Pierre Pairault (n. 27 martie 1922 – d. 26 noiembrie 2003). 

## Lucrări
- Retour à zéro (1956)
- Niourk (1957)
- Rayons pour Sidar (1957)
- La Peur géante (1957)
- Oms en série (1957; ecranizat ca La Planète sauvage în 1973)
- Le Temple du passé (1957)
- L'Orphelin de Perdide (1958; ecranizat ca Les Maîtres du temps în 1982)
- La Mort vivante (1958)
- Piège sur Zarkass (1958)
- Terminus 1 (1959)
- Odyssée sous contrôle (1959)
- Noô (1977)